# Challenger de Tampere 2014
El Tampere Open 2014 fue un torneo de tenis profesional jugado en canchas de tierra batida. Se disputó la 33.ª edición del torneo que formó parte del circuito ATP Challenger Tour 2014. Se llevó a cabo en Tampere, Finlandia entre el 21 y el 27 de junio de 2014.

## Jugadores participantes del cuadro de individuales

### Cabezas de serie
| País                            | Jugador             | Rank1 | Favorito |
| ------------------------------- | ------------------- | ----- | -------- |
| Bandera de Finlandia            | Jarkko Nieminen     | 58    | 1        |
| Bandera de Bélgica              | David Goffin        | 85    | 2        |
| Bandera de Bosnia y Herzegovina | Damir Džumhur       | 105   | 3        |
| Bandera de Portugal             | Gastão Elias        | 150   | 4        |
| Bandera de los Países Bajos     | Jesse Huta Galung   | 163   | 5        |
| Bandera de Brasil               | Rogério Dutra Silva | 175   | 6        |
| Bandera de los Países Bajos     | Boy Westerhof       | 235   | 7        |
| Bandera de Bélgica              | Niels Desein        | 237   | 8        |

- 1 Se ha tomado en cuenta el ranking del 14 de julio de 2014.

## Jugadores participantes en el cuadro de dobles

### Cabezas de serie
| País                        | Jugador            | País                        | Jugador            | Rank1 | Favorito |
| --------------------------- | ------------------ | --------------------------- | ------------------ | ----- | -------- |
| Bandera de los Países Bajos | Jesse Huta Galung  | Bandera de Suecia           | Andreas Siljeström | 176   | 1        |
| Bandera de los Países Bajos | Antal van der Duim | Bandera de los Países Bajos | Boy Westerhof      | 394   | 2        |
| Bandera de Filipinas        | Ruben Gonzales     | Bandera del Reino Unido     | Sean Thornley      | 421   | 3        |
| Bandera de Irlanda          | James Cluskey      | Bandera del Reino Unido     | Darren Walsh       | 500   | 4        |

- 1 Se ha tomado en cuenta el ranking del 14 de julio de 2014.

## Campeones

### Individual Masculino
- David Goffin derrotó en la final a  Jarkko Nieminen por 7-63, 6-3.

### Dobles Masculino
- Ruben Gonzales /  Sean Thornley derrotaron en la final a  Elias Ymer /  Anton Zaitsev por 6-75, 7-610, 10-8.